# 陸亘
陸 亘（りく こう、764年 - 834年）は、唐代の官僚。字は景山。本貫は蘇州呉県。

## 経歴
恵陵台令の陸持詮の子として生まれた。
書法と条理によって集賢殿正字・華原県尉に任じられた。元和3年（808年）、制挙に応じて、万年県丞となった。京兆府兵曹参軍から太常寺博士に任じられた。太常寺に礼生の孟真という者がいて、長らく礼事にたずさわっていたため、礼官も及ぶことができず、孟真を頼みにしていた。元和7年（812年）、李恒が皇太子に冊立されると、儀註の編纂に孟真が参与しようとした。陸亘は孟真を笞打って、このことから礼儀を胥吏の専任にしないようになった。虞部員外郎から鄧州刺史として出された。のちに入朝して戸部郎中・秘書少監・太常寺少卿となり、兗州・蔡州・虢州・蘇州の刺史を歴任した。大和3年（829年）、越州刺史・浙江東道団練観察等使に転じた。大和7年（833年）、宣歙観察使となり、御史大夫を加えられた。大和8年（834年）9月、死去した。享年は71。礼部尚書の位を追贈された。

### 禅宗との関わり
宣歙観察使時に南泉普願に寺院を提供し、その布教を助けた。禅籍には陸大夫として登場する。

## 伝記資料
- 『旧唐書』巻162 列伝第112
- 『新唐書』巻159 列伝第84